# Венерозо, Джироламо
Джироламо Венерозо (итал. Gerolamo Veneroso; Генуя,1660 — Генуя, 1739) — дож Генуэзской республики.

## Биография
Родился в Генуе в 1660 году. В молодости посвятил себе военной карьере, в 1684 году активно участвовал в обороне Генуи во время французской военно-морской бомбардировки. Перейдя на государственную службу, стремился сохранить мир на благо народа. Служил губернатором крепости Приамар в Савоне, в 1708-1710 годах был губернатором Корсики.
Был избран дожем 18 января 1726 года, 148-м в истории Генуи, став одновременно королём Корсики. Во время его правления предпринимались усилия по борьбе с контрабандой в Западной Лигурии.
Его мандат завершился 18 января 1728 года, после чего он занимал государственные должности в структуре управления Республикой. В апреле 1730 года он был направлен от имени Сената на Корсику в статусе генерального комиссара, чтобы подавить восстания в центральных областях. Несмотря на хорошую репутацию среди островитян, Венерозо с огромным трудом удалось выполнить поставленную задачу, во многом из-за медлительности центрального правительства и соперничества с губернатором острова Феличе Пинелло и с комиссаром Камилло Тобия Дориа, который настаивал на беспощадном подавлении восстания. Дориа в итоге добился своего, отдав приказ бомбардировать мятежников в Аяччо. На Корсике Венерозо сопровождал его сын Джанджакомо Венерозо, впоследствии ставший дожем.
Он умер в Генуе в 1739 году и был похоронен в ныне утраченной церкви Сан-Доменико.